# Dominik Senn

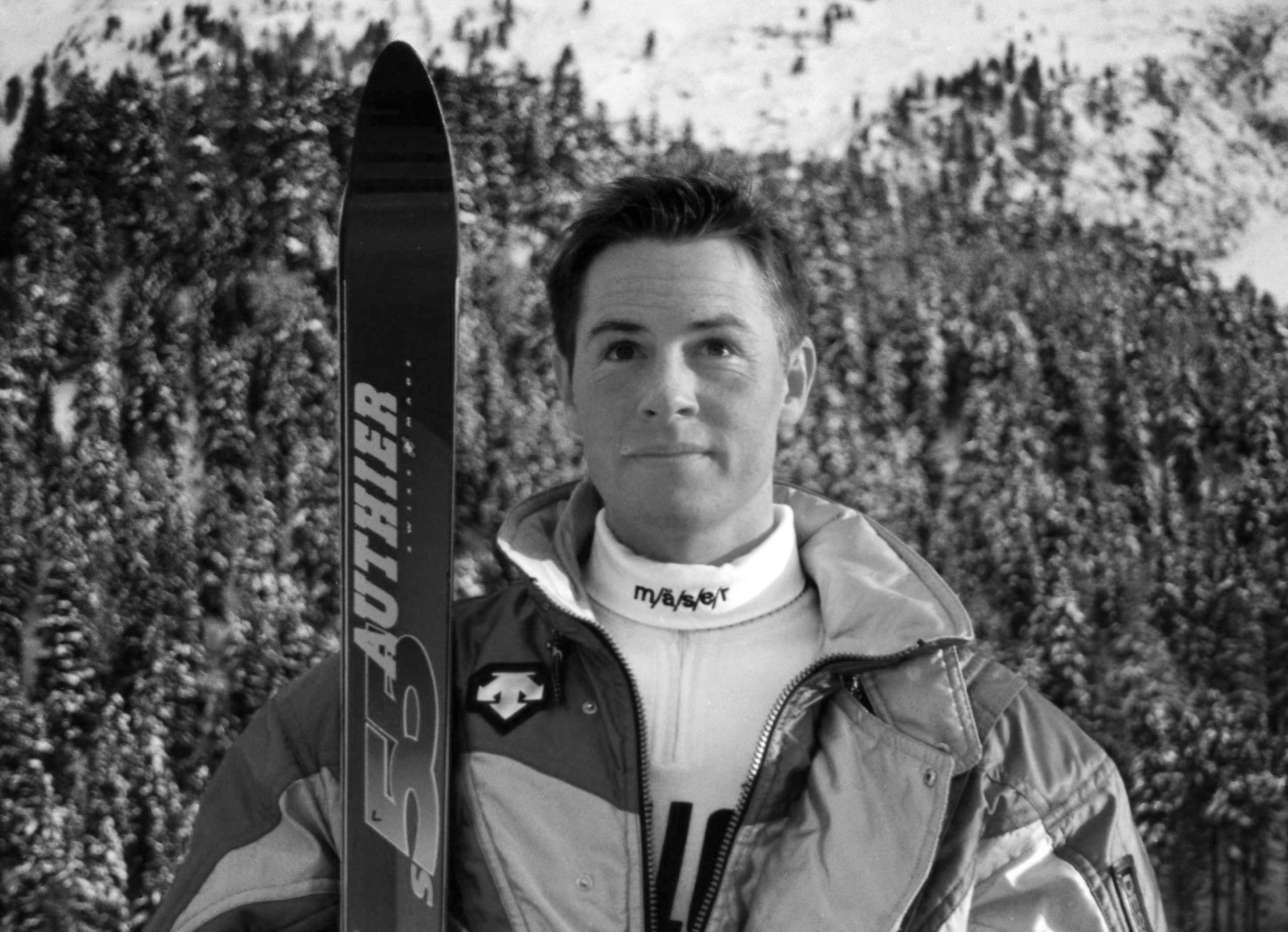
Dominik Senn

Dominik Senn (* 21. November 1967 in Zürich) ist ein ehemaliger Schweizer Skirennfahrer sowie Gründer, Geschäftsführer und Mehrheitsaktionär der Athletenmanagement Agentur 4sports & Entertainment AG.

## Biographie
Der am Zürichsee aufgewachsene Senn beendete 1993 nach nur 13 Weltcupeinsätzen offiziell seine Karriere als Skirennfahrer und Mitglied des B-Kaders wegen eines Knorpelschadens am rechten Knie. 
Senn gründet nach seiner kurzen Ski-Karriere 1995 die Firma Senn Sportmanagement in Zug, die im Athletenmanagement sowie in der Vermarktung von Events tätig war. Zu seinen Kunden zählten um die Jahrtausendwende auch Roger Federer. 1998 initiierte Senn das All Star Weekend des Schweizerischen Eishockeyverbandes und führte dieses im Auftrage zu kommerziellen Erfolg. 
Dominik Senn war ebenfalls Initiant der zentralen Vermarktung des Schweizer Eishockeys und kaufte am 5. August 2000 zusammen mit Marc Biver von der IMG Schweiz (Schweizer Ableger der Marketing-Agentur IMG International Management Group) für 64 Millionen Schweizer Franken die gesamten Fernseh- und Vermarktungsrechte des Schweizer Eishockeyverbandes für fünf Jahre. Dieser Vertrag war der grösste je getätigte Marketingdeal der Schweizer Sportgeschichte. Dabei erhöhte Senn die jährlichen Sponsoring- und TV-Einnahmen von 7,4 auf 15,8 Millionen Schweizer Franken. Für Aufsehen sorgte in diesem Zusammenhang am 15. Dezember 2000 auch der Einstieg des Staatsunternehmens Post in Millionenhöhe als Hauptsponsor des Eishockeyverbandes sowie der Liga. Senn hatte ein Jahr zuvor den sogenannten „Keyplayer“ (Topscorer jedes Teams) erfunden und mit einigem Widerstand eingeführt und ihn dann kurzerhand in Postfinance Topscorer umbenannt. Im Zusammenhang mit dem Kauf dieser Rechte für 64 Millionen Schweizer Franken kam es zwei Jahre später zu einem grossen Skandal in den Schweizer Medien. Am 30. September 2002 meldete der Tages-Anzeiger, dass sich Werner Kohler, Präsident des Schweizer Eishockeyverbandes SEHV, beim Marketingvertrag mit der Vermarktungsagentur IMG eine Million Franken Vermittlungsgebühr auszahlen liess. 
Senn wurde vorgeworfen, dass er auch in dieser Geschichte massgeblich beteiligt und der führende Kopf gewesen war. Später am 16. Dezember 2004 entschuldigte sich dann der Verband öffentlich bei Senn, da man ihm nichts nachweisen konnte. Senn hatte den Verband für rund eine Million entgangene Sponsoringprovisionen verklagt.